# Cheval à sang froid

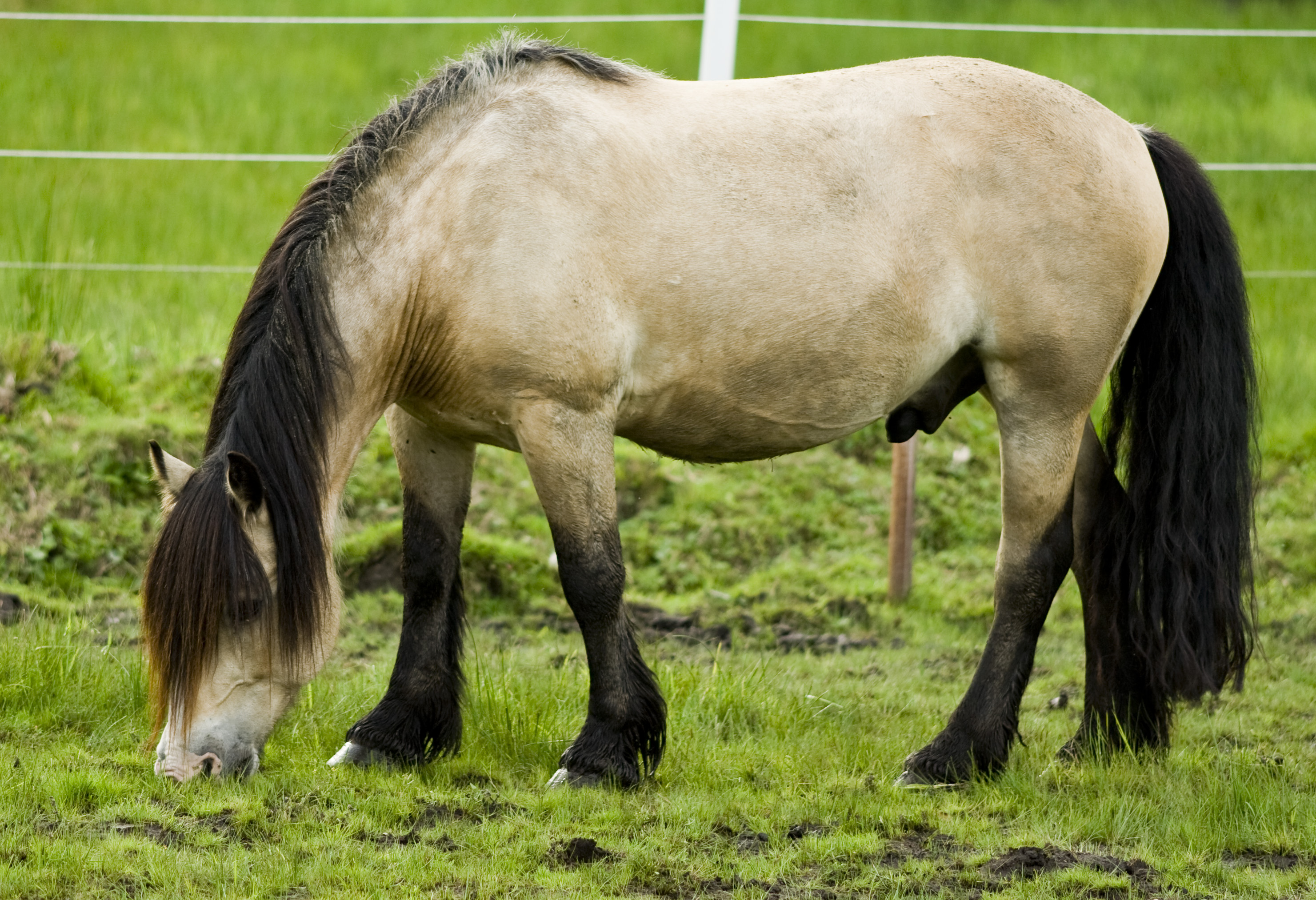
Un Døle, exemple de « cheval à sang froid ».

Dans le domaine de l'élevage équin, le cheval à sang froid est l'un des quatre groupes[Lesquels ?] utilisés pour classer les chevaux selon leur tempérament et leur origine, en particulier aux États-Unis et dans plusieurs autres pays. Biologiquement parlant, ces chevaux ne sont pas des animaux à sang froid, mais à sang chaud, comme tous les mammifères.

## Description
La notion de cheval à sang froid peut avoir différentes définitions, et ne répond à aucune réalité biologique ou zoologique puisqu'il s'agit d'une expression imagée pour définir l'influx nerveux des animaux. Généralement, les chevaux à sang froid sont totalement exempts de croisements avec les races dites à sang chaud comme le Pur-sang et l'Arabe.
Les chevaux à sang froid ont généralement un tempérament plus calme que les chevaux légers et notamment les chevaux à sang chaud. Ils se caractérisent par une forte ossature, de la robustesse et une musculature très importante. Beaucoup de races à sang froid ont des jambes fortes, des crins et des fanons très fournis. Les jambes sont lourdes, avec de gros sabots.

## Origines
Tous les chevaux à sang froid européens sont les descendants de l'antique cheval des forêts, un animal grand et lourd ressemblant sur certains points au cheval sauvage d'Asie. Les chevaux à sang froid sont majoritairement utilisés pour la traction, l'agriculture, et diverses activités comme le débardage et le bât. Un cheval à sang froid n'est pas forcément un cheval de trait, bien que la plupart des chevaux de trait soient dits à sang froid.

## Races de chevaux à sang froid
L'Ardennais est le plus emblématique et le plus connu des chevaux à sang froid, et d'autres races en sont très proches dans de nombreuses régions avoisinantes, comme le trait du Nord, le Trait belge et les chevaux suédois. Certaines races classées comme poney en France ont également le sang froid, comme le Fjord et l'Islandais.